# اندی اونز
اندی اونز (انگلیسی: Andy Owens؛ زادهٔ ۱۵ اکتبر ۱۹۸۹) بازیکن فوتبال اهل بریتانیا است.
از باشگاه‌هایی که در آن بازی کرده‌است می‌توان به باشگاه فوتبال استوک سیتی، باشگاه فوتبال آلترینچام، باشگاه فوتبال استوک‌پورت کانتی، باشگاه فوتبال بارو، باشگاه فوتبال تلفورد یونایتد، باشگاه فوتبال باکستون، باشگاه فوتبال استافورد رانجرز، باشگاه فوتبال آکرینگتون استنلی، و باشگاه فوتبال لیک تاون اشاره کرد.
وی همچنین در تیم ملی فوتبال England C بازی کرده‌است.